# چیشما (شهرستان تاتیشلینسکی، باشقیرستان)
چیشما (انگلیسی: Chishma, Tatyshlinsky District, Republic of Bashkortostan) یک شهرک در شهرستان تاتیشلینسکی استان باشقیرستان کشور روسیه است.